# Suyalá
Suyalá är en ort i Mexiko.   Den ligger i kommunen Chilón och delstaten Chiapas, i den sydöstra delen av landet, 800 km öster om huvudstaden Mexico City. Suyalá ligger 1 140 meter över havet och antalet invånare är 148.
Terrängen runt Suyalá är huvudsakligen kuperad, men åt sydost är den bergig. Runt Suyalá är det glesbefolkat, med 16 invånare per kvadratkilometer. Närmaste större samhälle är Jet-Já, 4,8 km nordväst om Suyalá. Omgivningarna runt Suyalá är en mosaik av jordbruksmark och naturlig växtlighet.